# Elektromechaniker
Elektromechaniker war ein Ausbildungsberuf im Handwerk, der Inhalte aus den Bereichen Elektrotechnik, Informationstechnik und Mechanik/Maschinenbau abdeckte, die heute auch mit dem Schachtelwort Mechatronik oder in der Schweiz als Automatiker bezeichnet werden.

## Deutschland
Die Lehrzeit betrug dreieinhalb Jahre mit abschließender Gesellenprüfung vor der Elektroinnung der Handwerkskammer oder, bei Ausbildung in einem Industriebetrieb, einer Facharbeiterprüfung der Industrie- und Handelskammer.

### Ausbildungsinhalte
Die Ausbildungsordnung wurde durch die Verordnung über die Berufsausbildung zum Elektromechaniker/zur Elektromechanikerin (Elektromechaniker-Ausbildungsverordnung – EMEAusbV) festgelegt. Darin wurden die Ausbildungsinhalte wie folgt beschrieben (Version vom 16. Dezember 1987):
1. Berufsbildung,
2. Aufbau und Organisation des Ausbildungsbetriebes,
3. Arbeits- und Tarifrecht, Arbeitsschutz,
4. Arbeitssicherheit, Umweltschutz, Datenschutz und rationelle Energieverwendung,
5. Lesen und Anwenden technischer Unterlagen,
6. Umgang mit Kunden, Beraten von Kunden,
7. Planen des Arbeitsablaufs, Disponieren von Werkzeugen, Materialien und Ersatzteilen,
8. Bearbeiten von Werkstoffen,
9. Zusammenbauen mechanischer, elektromechanischer, elektrischer und elektronischer Baugruppen und Geräte,
10. Installieren von Leitungen und sonstiger Betriebsmittel,
11. Messen elektrischer Größen,
12. Inbetriebnehmen von Baugruppen und Geräten,
13. Warten, Inspizieren und Instandsetzen von Baugruppen und Geräten,
14. Entwerfen, Anfertigen und Bestücken von Leiterplatten
15. Prüfen der Funktion von digitalen und analogen Schaltungen,
16. Prüfen und Einstellen von Einrichtungen der Elektromechanik einschließlich der Meß-, Steuer- und Regelungstechnik,
17. Programmieren und Einsetzen von Software,
18. Auswählen und Einsetzen von Schnittstellen,
19. Herstellen, Inbetriebnehmen und Instandhalten von Geräten und Anlagen der Elektromechanik einschließlich Informationselektronik.

Im Handwerkskammerbezirk Reutlingen wurde das Berufsbild des Elektromechanikers in die beiden Fachrichtungen „Elektrotechnik“ (Anlagenbau, Installation) und „Elektronik“ (Mess-, Steuer- und Regelungstechnik) aufgeteilt. Die Berufsbezeichnung lautete dann z. B. „Elektromechaniker, FR Elektronik“.

### Fortbildungsmöglichkeiten
Nach zweijährigem Besuch der Meisterschule und bestandener Meisterprüfung konnte der Titel Meister erworben werden, der den Träger berechtigte, eine Handwerksfirma zu gründen.

### Nachfolge
Wegen der zunehmenden Komplexität insbesondere der Elektronik und Informationstechnik wurden die Ausbildungsordnungen neu gegliedert und die Ausbildung zum Elektromechaniker in Deutschland zum 1. August 2003 eingestellt. Als Nachfolgeberuf kann wegen der ebenfalls breiten Themenabdeckung der Mechatroniker angesehen werden. Stärker spezialisierte Ausbildungsberufe sind z. B.:
- Systemelektroniker
- Elektrotechnischer Assistent (ETA)
- Elektroniker – Automatisierungstechnik (Handwerk)

## Schweiz
Am 1. Januar 1998 wurde die Ausbildungsordnung zum Elektromechaniker außer Kraft gesetzt und durch den Automatiker ersetzt.